# St. Johannis (Nieblum)

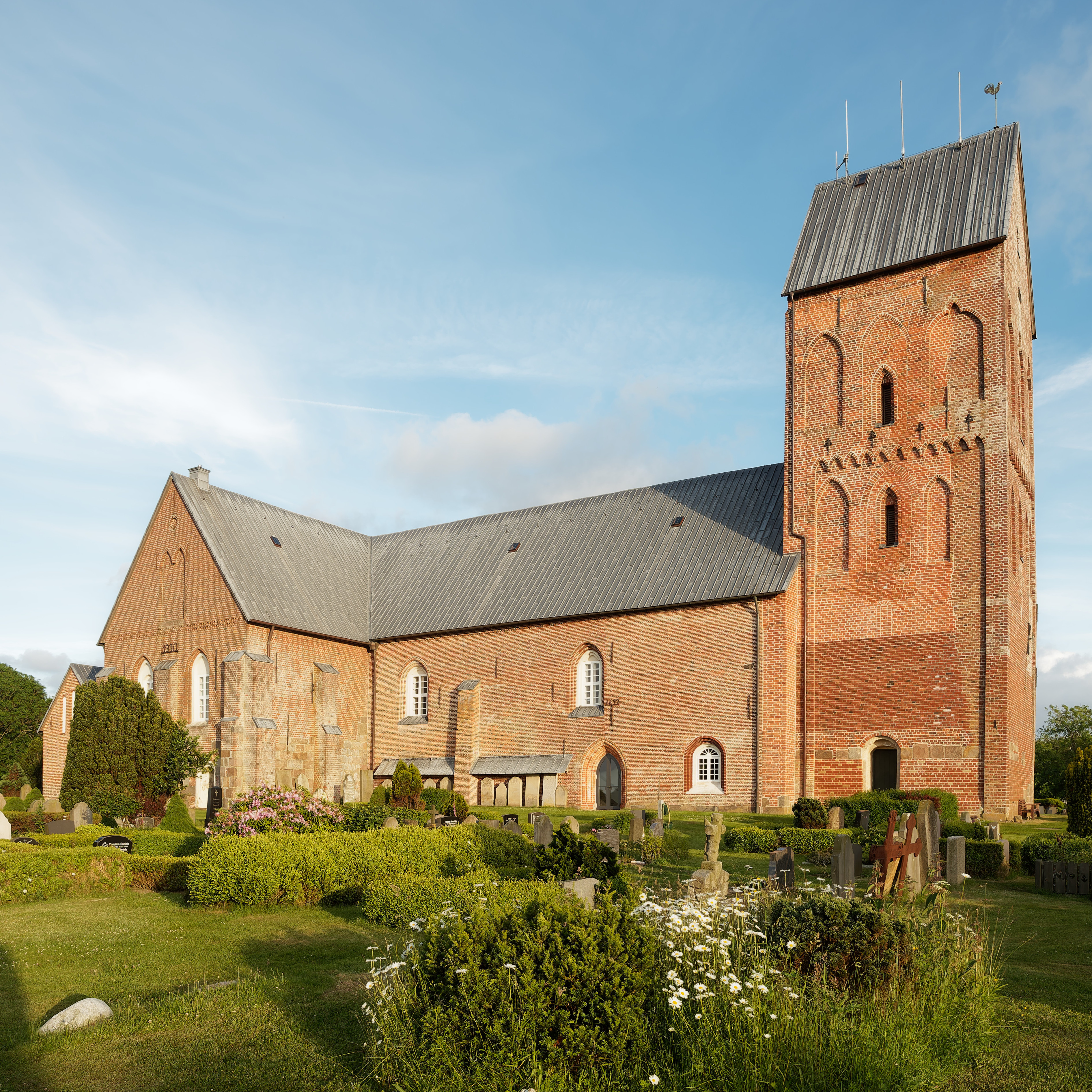
Nordansicht von St. Johannis

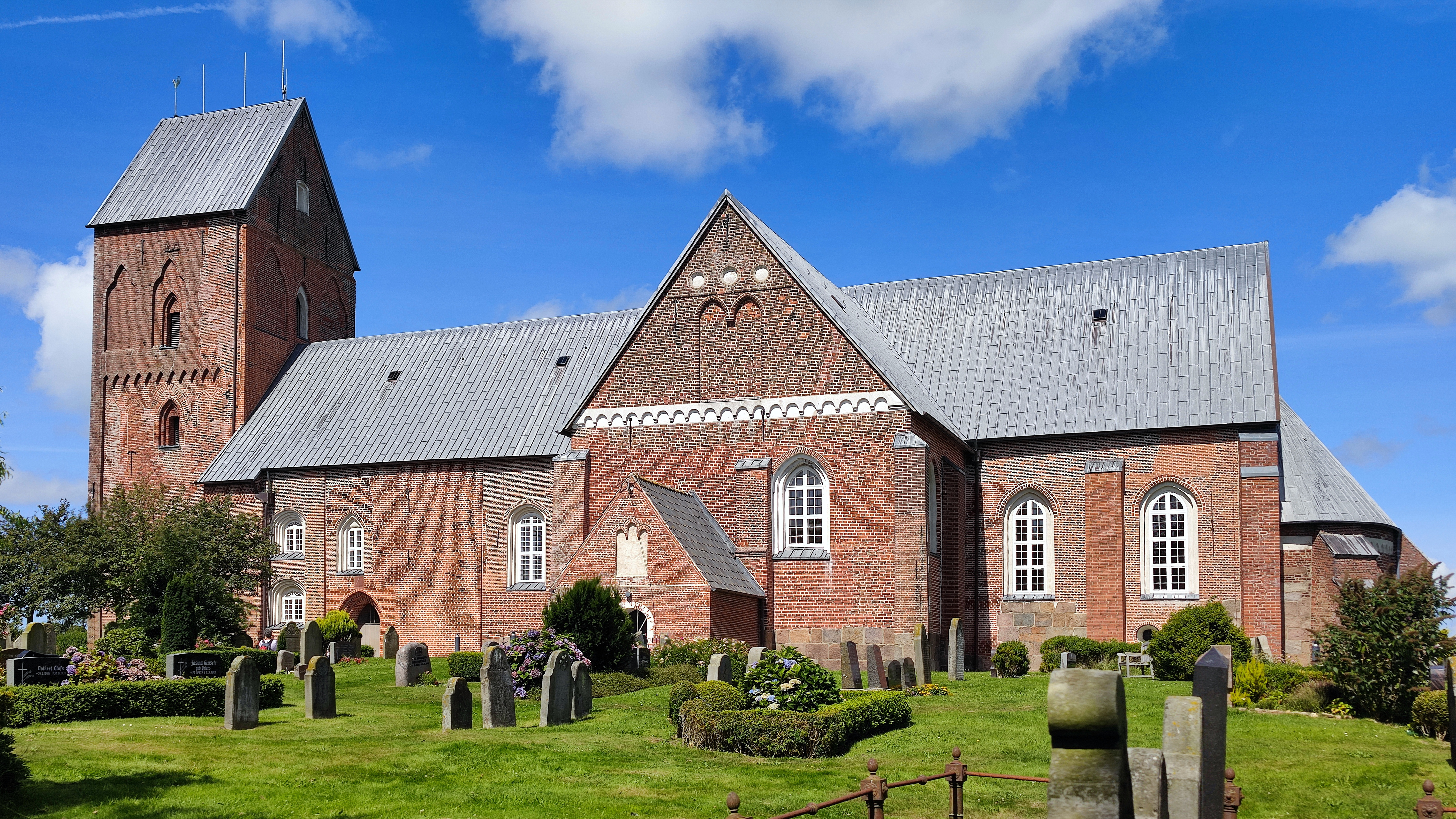
Kirche und Friedhof in der Südansicht

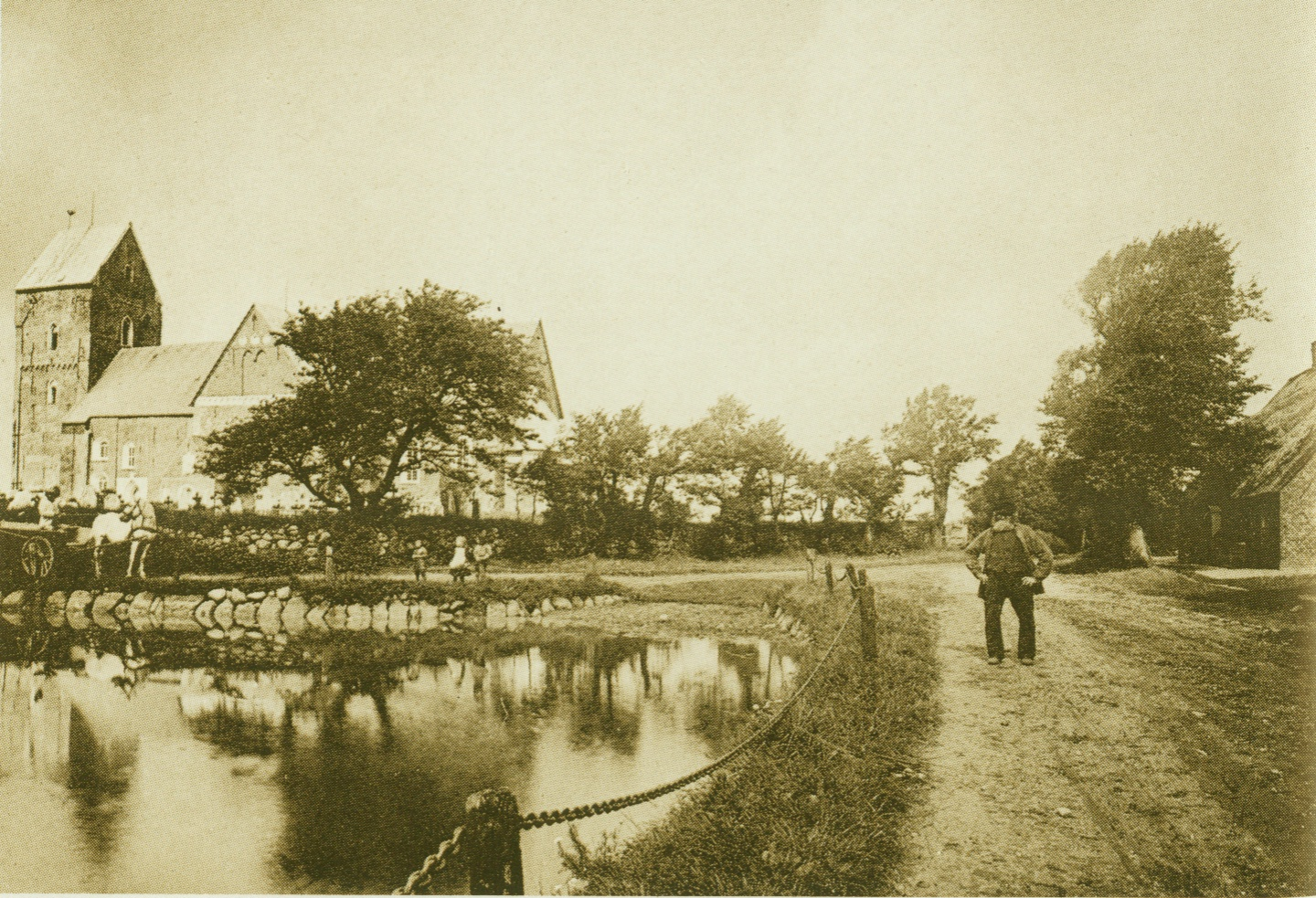
Südostansicht aus dem Jahr 1895...

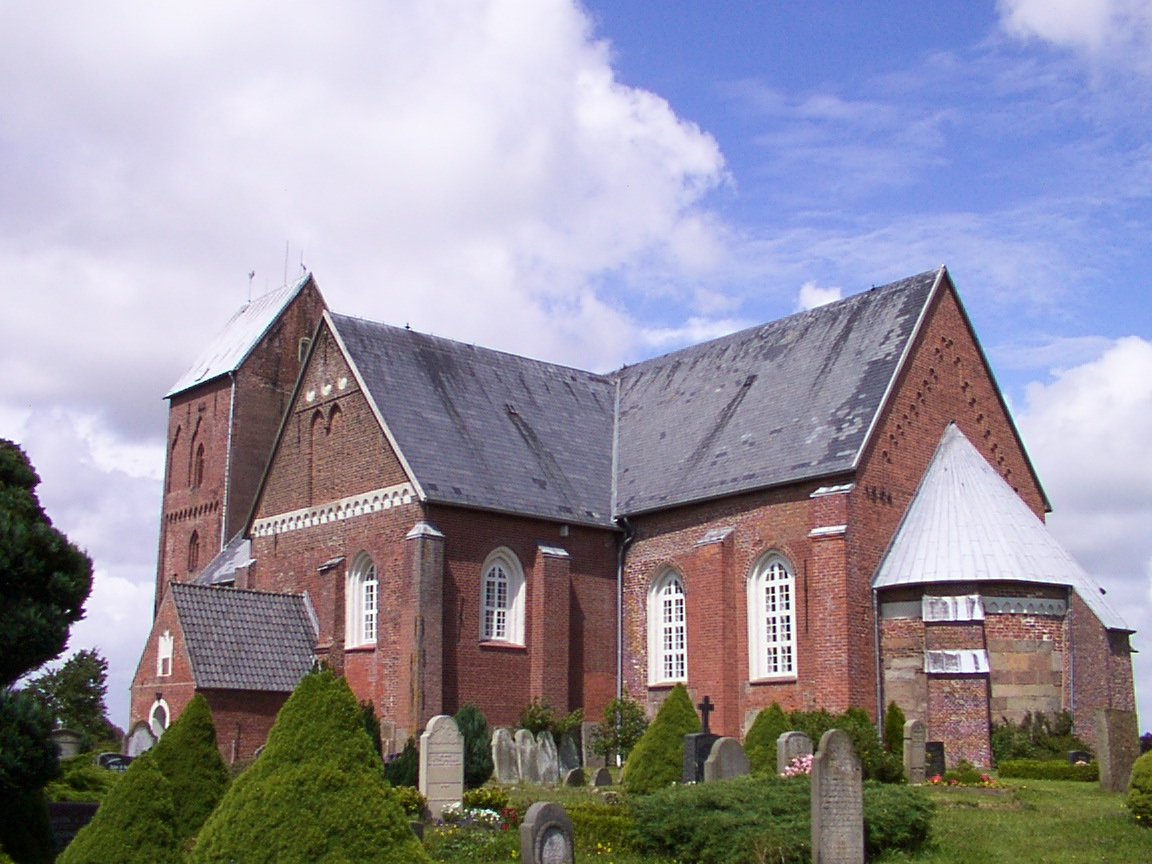
...und 107 Jahre später

St. Johannis ist eine evangelisch-lutherische Pfarrkirche in der zum Amt Föhr-Amrum gehörigen Ortschaft Nieblum (friesisch: Njiblem) auf der nordfriesischen Insel Föhr. Die Gemeinde umfasst neben Nieblum die Dörfer Oevenum, Midlum, Alkersum, Borgsum und Witsum.

## Baugeschichte
Die Kirche St. Johannis ist vor den beiden anderen mittelalterlichen Kirchen auf Föhr, der Kirche St. Nicolai auf Föhr in Boldixum, Ortsteil von Wyk auf Föhr und der Kirche St. Laurentii in Süderende, der älteste und größte Kirchenbau der Insel. Er wurde in der ersten Hälfte des 13. Jahrhunderts nach Christus erbaut, vermutlich auf dem Gelände einer früheren Kirche.
Das Langhaus und das südliche Querschiff wurden im Stil der Romanik mit einer Flachdecke gebaut. Der nördliche Teil des Querschiffs wurde in der zweiten Hälfte des 13. Jahrhunderts bereits in gotischer Form gebaut, was zur Folge hatte, dass das südliche Querhaus – der Symmetrie wegen – gotisch umgestaltet wurde. Das Langhaus wurde hingegen nicht mehr umgestaltet, die Bauherren begnügten sich damit, die Wand um ein Drittel zu erhöhen. Die Flachdecke ist bis in die heutige Zeit erhalten geblieben.

## Geschichte

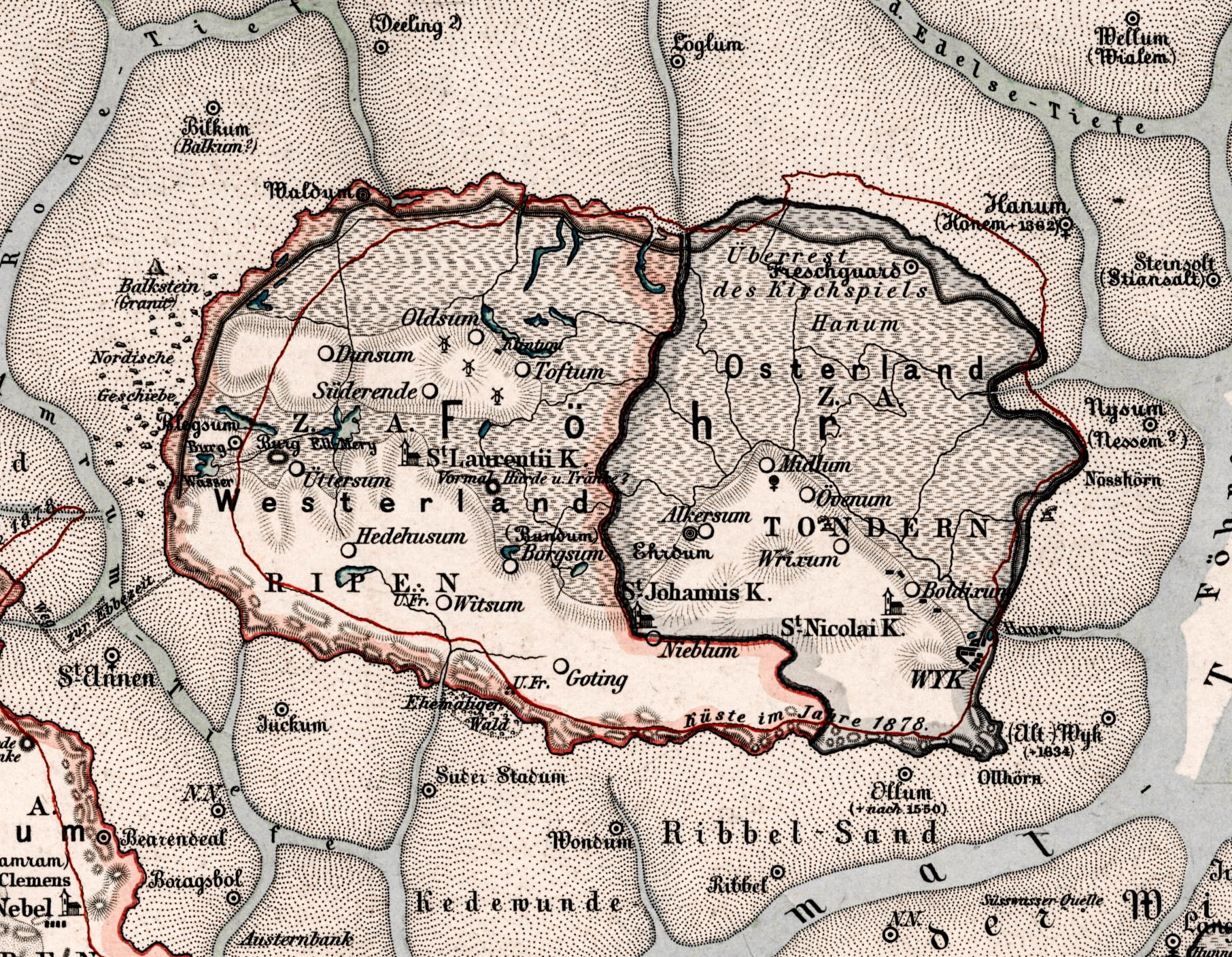
Geteiltes Föhr

Die älteste Kirche der Insel soll ebenso wie die Kirchen in Keitum, auf Pellworm und in Tating im 11. Jahrhundert von einem Baumeister entworfen worden sein, jedoch liegt zwischen den ersten Überlieferungen und tatsächlichen urkundlichen Belegen ein Zeitraum von etwa 200 Jahren. St. Johannis wird erstmals im Jahre 1100 genannt.
Von 1435 bis 1721 war Föhr politisch geteilt: Der Westteil der Insel unterstand dem dänischen König, der Ostteil den Herzögen von Schleswig-Gottorf. St. Johannis gehörte wie die Kirche St. Nicolai in Boldixum zum Ostteil der Insel, während St. Laurentii das geistliche Zentrum des Westteils bildete. Die Grenze lief durch den Westteil von Nieblum hindurch, was zur Folge hatte, dass die eigentlich zum Nieblumer Kirchspiel St. Johannis gehörenden Orte Witsum, Goting und Borgsum zu Westerland-Föhr gezählt wurden. Ungeachtet dieser Trennung wurde die Reformation lutherischen Bekenntnisses aber in beiden Teilen der Insel eingeführt.

## Lage
Die Kirche befindet sich in exponierter Lage im Norden der Gemeinde Nieblum auf der Insel Föhr, zwischen Borgsum und Wyk. Der Friesendom, wie die größte Dorfkirche in Schleswig-Holstein auch genannt wird, liegt auf einer Linie mit der Kirche St. Severin in Keitum auf Sylt, der Alten Kirche auf Pellworm und der heute auf dem Festland liegenden Kirche St. Magnus in Tating auf der Halbinsel Eiderstedt.
Die Kirche liegt inmitten eines Kirchfriedhofs auf einem aufgeworfenen Hügel über dem Übergang von der Geest zur Marsch am nördlichen Dorfeingang des Ortes Nieblum, vier Meter über dem Meeresspiegel und fünf Kilometer westlich des Hauptortes der Insel, Wyk. Der die ebene Landschaft überragende Turm ist mit einem Satteldach gekrönt. Von See kann man die drei wuchtigen Vierkant-Kirchtürme der St. Johannis-Kirche und ihrer beiden Schwesterkirchen sehen, die sich über die weitgehend ebene Landschaft erheben.

## Bedeutung

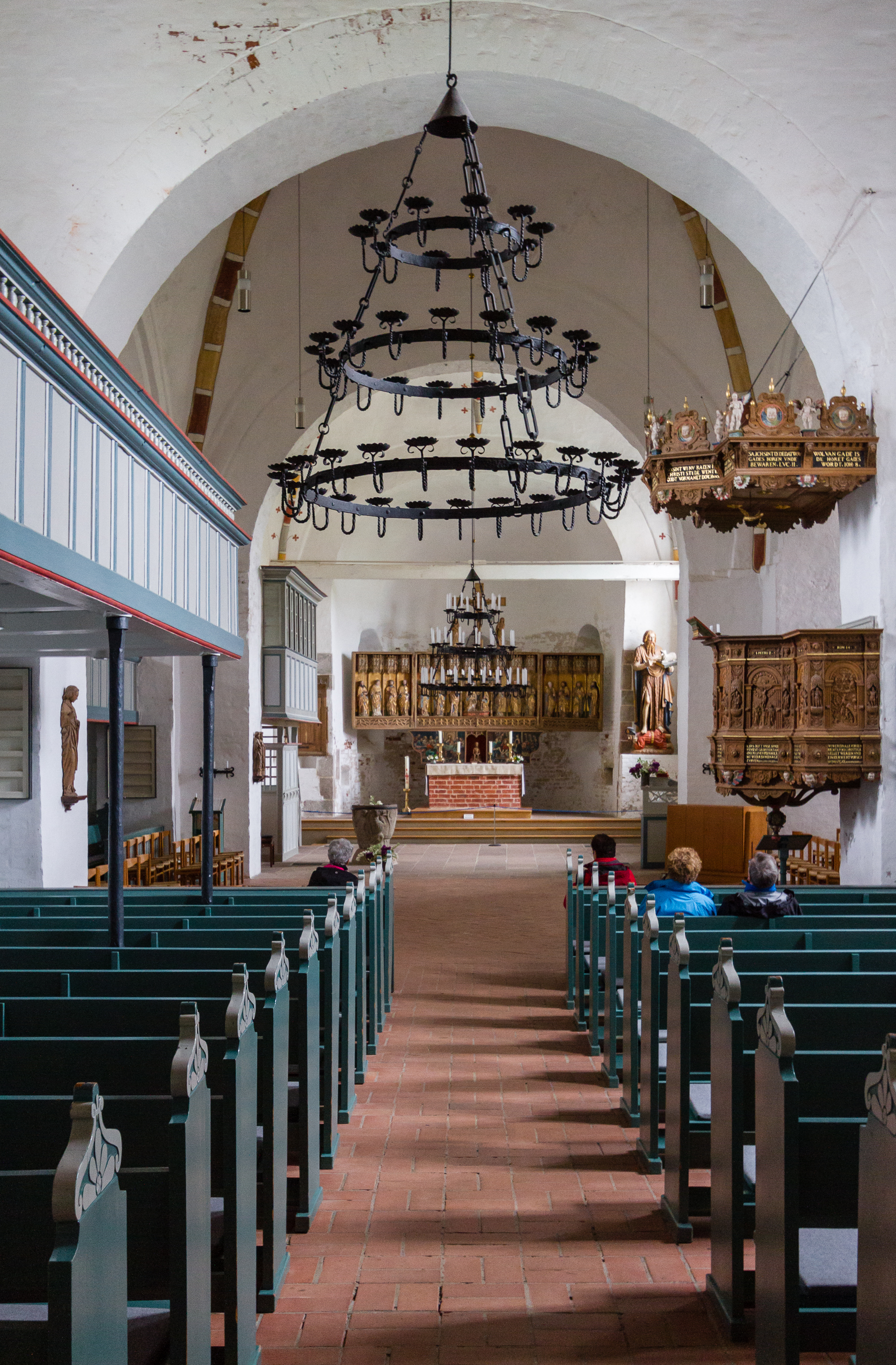
Blick durch das Mittelschiff auf den Altar

Bereits 1240 sind alle drei Kirchen auf Föhr urkundlich erwähnt. In vorreformatorischer Zeit war die Kirche auf Föhr Hauptpfarrkirche der beiden Inseln Föhr und Amrum, was Größe und Ausstattung der Kirche erklärt. Im 14. Jahrhundert amtierten ein Priester und sieben Diakone in der Kirche. Möglicherweise war die Kirche sogar Sitz eines Bistums. Auch der kreuzförmige Grundriss der Kirche, der für Landkirchen der Zeit unüblich war, lässt den Schluss auf eine herausragende Stellung der Kirche schließen; im Land Schleswig war sie zur Zeit ihrer Errichtung die zweitgrößte Kirche. Der baulichen hervorgehobenen Bedeutung entspricht die volkskundliche Bezeichnung des Baus – die Kirche wird allgemein der Friesendom genannt. Nach dem Bau der Schwesterkirche St. Nicolai auf Föhr wurde das Zuständigkeitsgebiet der Kirche verkleinert: Die Orte Boldixum und Wrixum wurden nun nicht mehr von Nieblum aus betreut.

## Namenspatron
Die Kirche war in der vorreformatorischen Zeit Johannes dem Täufer geweiht worden. Auch nach Einführung der Reformation auf Föhr, die im Jahre 1530 abgeschlossen war, wurde keine Umbenennung vorgenommen, obwohl die evangelische Konfession die Heiligenverehrung im Umfang der vorreformatorischen Kirche nicht kennt.

## Gebäude
Der heute kreuzförmige Backsteinbau besteht in seiner Form seit dem 13. Jahrhundert und besitzt einen frühgotischen Turm. Die Südwand beherbergt ein Tympanonrelief des Vorgängerbaus, wie man es in vielen westeuropäischen Kirchenbauten des 12. und 13. Jahrhunderts findet.
Der mittelalterliche Bau der einschiffigen Kirche ist durch ein Querschiff und einen dreigeschossigen Turm, ein langgestrecktes Kirchenschiff, den abgesetzten quadratischen Chor und eine niedrige Apsis gekennzeichnet.
Der 32 Meter hohe Turm, mit dessen Bau im frühen 13. Jahrhundert begonnen wurde, war ursprünglich außenseitig optisch aufwändig gegliedert, bei späteren Restaurierungen wurden die gliedernden Eckwandstreifen und Spitzbögen verblendet. Er ist ursprünglicher Bestandteil der Kirche und wurde zusammen mit ihr erbaut. Dies steht im Gegensatz zu den beiden Schwesterkirchen auf Föhr, deren Türme späteren Epochen zugeordnet werden. Die Mauern des Turms sind auf Erdniveau zweieinhalb Meter dick, in Höhe des Satteldaches immerhin noch 180 Zentimeter.

### Erweiterungen
Die Fenster auf der Südseite des Baus wurden in späterer Zeit vergrößert, um mehr Licht in die Kirche zu lassen, die auf der Nordseite verkleinert und verringert. Sie sind durchgängig spitzbogig, was den Einfluss der Gotik auf die vorgenommenen Umbaumaßnahmen des ausgehenden Mittelalters bezeugt.
Die Kirche öffnet sich mit zwei erhaltenen Eingängen auf der Südseite zum Dorf hin. Das Süderportal findet sich im letzten Drittel des Langhauses, das ehemalige gegenüberliegende Norderportal existiert nicht mehr. Am südlichen Ende des Querhauses ist ein weiterer Eingang in einem barocken Vorbau von 1688 mit einer über der Tür angebrachten Sonnenuhr zu finden.
Die an der Nordseite des Chors angebaute Sakristei stammt aus spätgotischer Zeit.

### Baumaterial
Im Sockelbereich weisen ältere, behauene und wiederverwendete Granitquadersteine auf eine Vorgängerkirche hin. Die Aufmauerung erfolgte landestypisch mit Backsteinen im Klosterformat (28 × 13 × 8 cm). Vielfach finden sich aber auch kleinere Ziegelformate, die von späteren Restaurierungsversuchen zeugen. Im Zuge der Restaurierungen seit 1964 werden nur noch die ursprünglich verwendeten Formate verarbeitet. Die Mauern des Turms sind aus Tuffstein, einem porösen vulkanischen Material aus der Eifel, die nach außen mit Backsteinen verblendet wurden.

### Restaurierungen

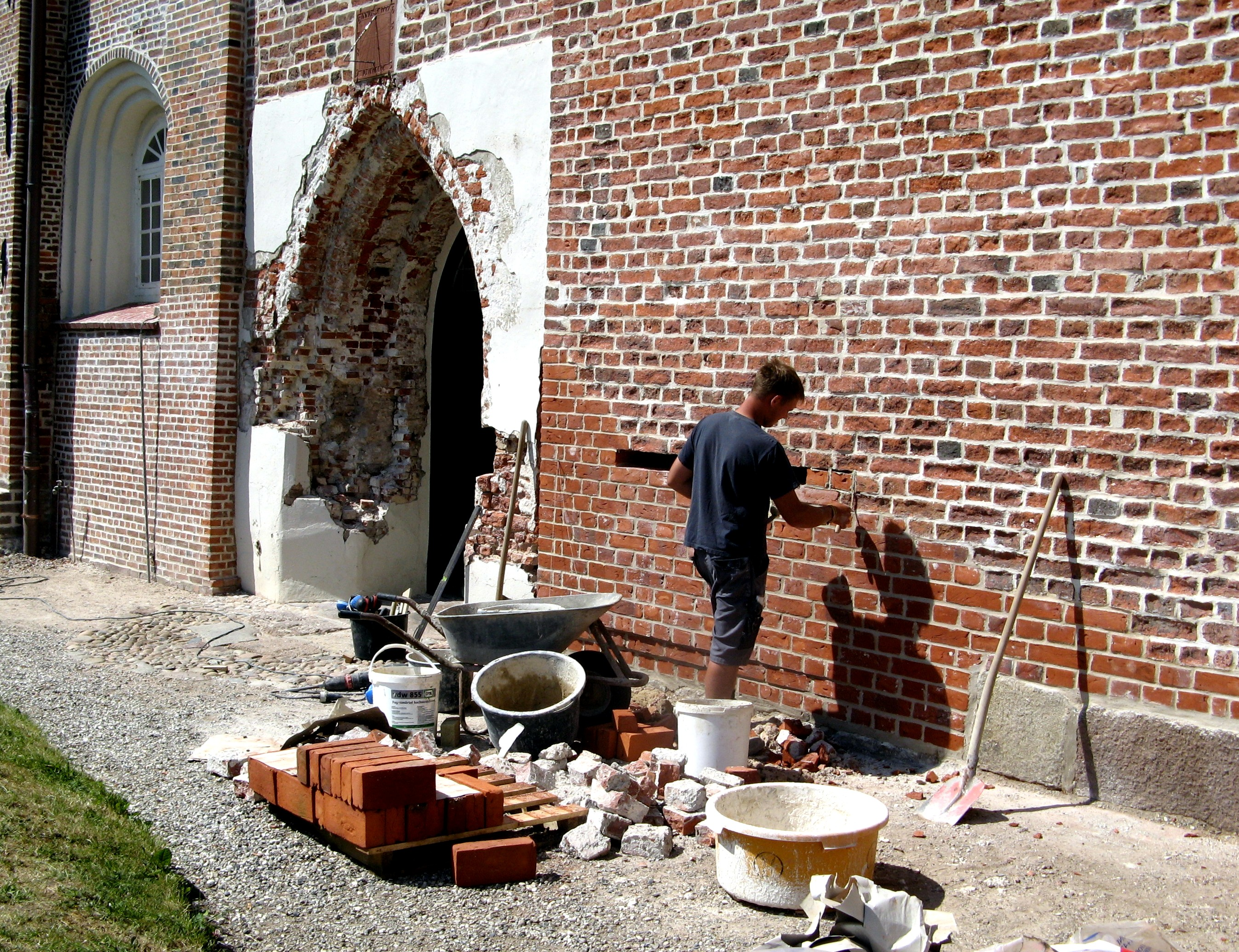
Bauarbeiten an St. Johannis 2008

Dem rauen Nordsee-Klima, der Salzluft und häufigen Schlagregen ausgesetzt, bedurfte die Kirche über die Jahrhunderte immer wieder Restaurierungen. Zum Teil wurden hierbei Backsteinformate verwendet, die von der ursprünglichen Ausstattung deutlich abwichen.
Bereits im 14. Jahrhundert musste die westliche Hälfte des südlichen Langhauses erneuert werden. 1662 waren Teile des Vierungsgewölbes nach einem Einsturz zu erneuern.
In den Jahren 1964 und 1970/71 wurden große Teile der Außenverblendung großflächig erneuert, wobei Ziegel im ursprünglichen Maß wieder zum Einsatz kamen. Die Restaurierungen dauern bis heute an.
Seit dem Jahr 2006 wird die Kirche rundherum renoviert und instand gesetzt. Im Zuge dieser Arbeiten wurden Teile des Daches erneuert, die Fassade zu weiten Teilen wiederhergestellt und andere dringend notwendige Erneuerungen zum Erhalt der Bausubstanz durchgeführt. Bis heute beanspruchten diese Erhaltungs- und Erneuerungsmaßnahmen finanzielle Mittel von weit über einer Million Euro, die von der Kirchengemeinde selbst, einem Förderverein, der Europäischen Union, der Nordelbischen Kirche und Stiftungen aufgebracht wurde.
Der komplette Dachstuhl mit einer Größe von 1050 Quadratmetern wurde mit Blei belegt. Eine Drainage sorgt jetzt für eine Trocknung des Gebäudes, das lange Zeit unter Wasser und Feuchtigkeit zu leiden hatte. An einigen Stellen ist der Putz noch entfernt, um die Trocknung des Mauerwerks zu fördern.
Das schadhafte Mauerwerk wird derzeit von außen Partie für Partie entfernt und die geöffneten Stellen sofort wieder mit Backsteinen im ursprünglichen Format verblendet. Das Baumaterial besteht aus Backsteinen in fünf Formaten sowie einer speziell zubereiteten Speismischung, die von einer dänischen Ziegelei aus Egernsund nördlich von Flensburg geliefert wird.

## Ausstattung
Der Innenraum ist optisch durch die Verputzung in weißer Farbe bestimmt. Ein weiterer Chorbogen markiert die Grenze zwischen dem großen Langhaus und dem in vorreformatorischer Zeit den Geistlichen vorbehaltenen Ostteil der Kirche mit Chor und Altarraum im Apsisbereich.
Das Langhaus ist mit einer einfachen Holzdecke versehen, während die Decken der östlichen Bauteile der Kirche gewölbt sind. Nach dem Einsturz des Vierungsgewölbes im Schnittpunkt zwischen Lang- und Querhaus wurden die Bögen und ihre Vorlagen deutlich verstärkt.
St. Johannis verfügt bis heute über eine prächtige Innenausstattung.

### Ausmalung
Die Gewölberippen und -scheitel sind 1974 entsprechend vorgefundener Farbmuster im Originalzustand erneuert worden. Dem Besucher bietet sich eine zurückhaltende aber deutliche Strukturierung der Innenansicht, die Raumwirkung bezieht einen Hauptteil ihrer Kraft aus der sparsamen Farbverwendung in gedeckten Erdtönen auf weißem Untergrund. Alle plastischen Bögen sind mit langstieligen vierblätterigen Blumen verziert.

### Bestuhlung
Die Bestuhlungsordnung besteht ebenerdig im Langhaus aus zwei Bankblöcken mit Mittelgang. Eine eingezogene Empore auf der südlichen Seite des Langhauses vergrößerte die Aufnahmekapazität des Kirchenhauses.

### Emporen
Die Predigtgottesdienste in evangelischer Tradition mit ausführlichen, langen Kirchenmusikeinlagen verlangen nach bequemen Sitzplätzen für alle Gottesdienstbesucher. Um diesen Bedarf zu befriedigen, wurden nach und nach durch Einbau von Emporen Platz für weitere Kirchenbänke geschaffen. Gleichzeitig wurden die Nebenaltäre aus vorreformatorischer Zeit entfernt. Die Empore an der Nordseite des Langhauses wurde – wie die Orgelempore – 1660 eingerichtet, sie steht auf eisernen Stützen. Die Bühne im nördlichen Querhaus wurde im späten 18. Jahrhundert hinzugefügt, wodurch sich die Kapazität dort verdoppelte. Darüber hinaus gibt es eine bemalte Loge in der Nische der südlichen Langhausseite aus dem Jahr 1772.

### Altar

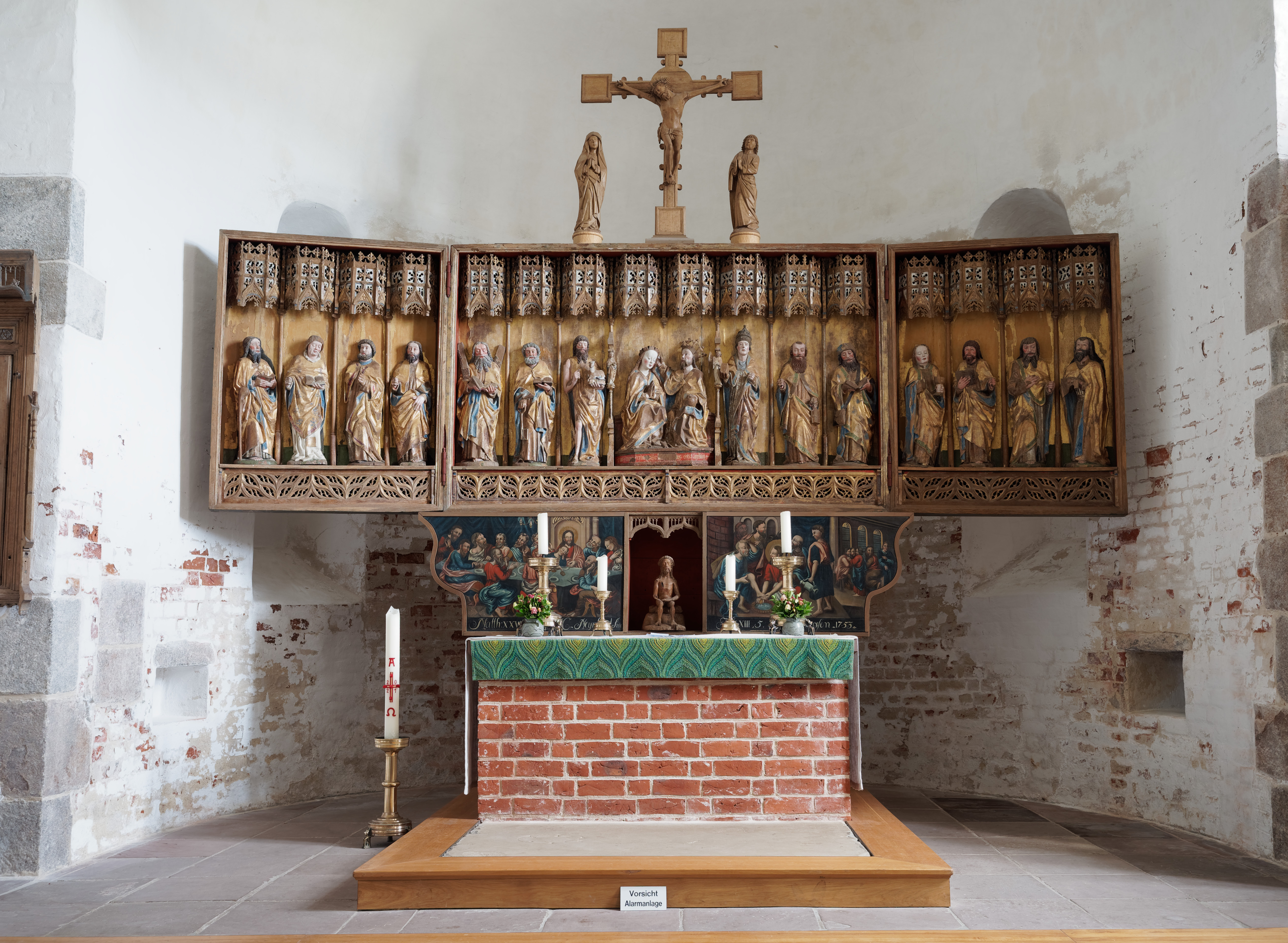
Altar in der Kirche

Der Altar besteht aus einem aus großen Ziegeln sichtbar gemauerten Altartisch aus dem Jahr 1487. Es  ist ein fünfflügeliger Marien-Krönungs-Altar im spätgotischen Stil. Der Schreinaltar besitzt bemerkenswerte Ölgemälde auf den Flügelaußenseiten, die Szenen aus dem Leben des Kirchenpatrons Johannes des Täufers zeigen.
Aufgeklappt zeigt der Altar insgesamt 16 Figuren aus der christlichen Ikonographie. Im Zentrum steht Maria, die von Christus zu ihrer Linken gekrönt wird. Die Figur des Johannes, des Namenspatrons der Kirche, steht zur Rechten Marias.
Der Altar ist wegen der zentralen Stellung Marias als vorreformatorischer Marienaltar anzusprechen. Rechts neben dem krönenden Christus steht, vom Betrachter aus gesehen, ein Papst, wahrscheinlich Silvester I. (314 bis 335) mit Papsttiara. Der Altaraufsatz stammt höchstwahrscheinlich aus dem letzten Viertel des 15. Jahrhunderts, also zeitlich vor der Reformation, die 1530 auf Föhr eingeführt wurde. Links und rechts schließt sich neben den Hauptfiguren die Darstellung der Apostel an. Die Darstellungsweise des Innenteils orientiert sich an einer überkommenen Bildsprache, während die dem Betrachter nicht sichtbaren Vorderseiten der beiden außen liegenden Flügel zeitgenössisch gestaltet sind. Hier zeigen zwei Darstellungen Szenen aus dem Leben Johannes des Täufers in moderner niederländisch-realistischer Malweise.
Auf dem Altaraufsatz ist eine geschnitzte Kreuzigungsgruppe zu sehen. Der Altaruntersatz, die Predella, lässt in der Mitte eine Nische frei, in der in vorreformatorischer Zeit die Monstranz während der Messen gezeigt wurde und in der sich heute die Figur eines Schmerzensmannes befindet. Dieser hölzernen Figur fehlen der rechte Unterarm und die Hand. Die beiden Gemälde auf dem Altaruntersatz zeigen zwei Szenen aus dem Leben Jesu Christi – links das Abendmahl und rechts die Fußwaschung.

### Orgel

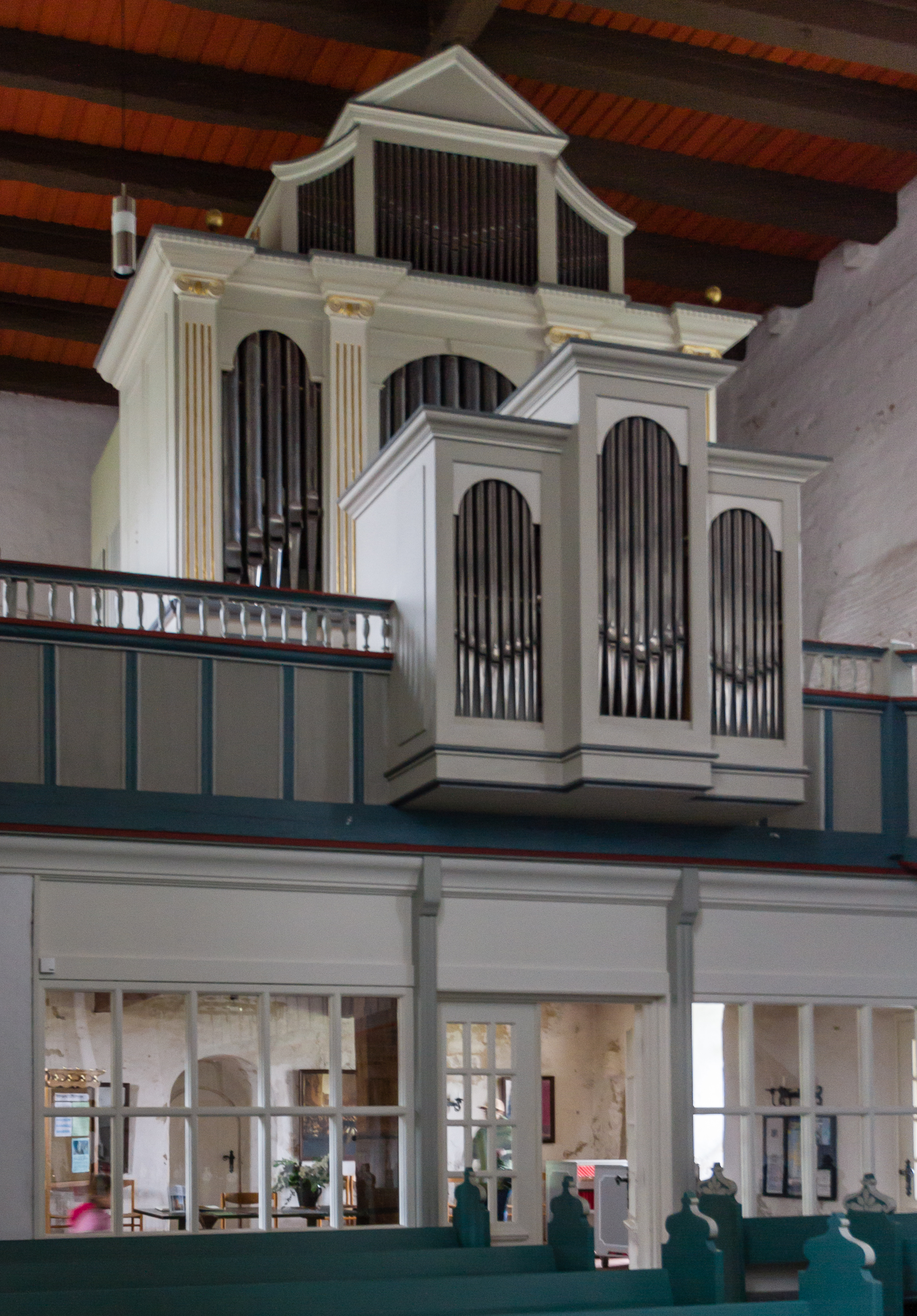
Orgelprospekt mit Rückpositiv

Auf einer 1660 eingezogenen Orgelempore wurde 1838 eine neue Orgel gebaut, deren Gehäuse heute noch erhalten ist. Die Firma Detlef Kleuker aus Brackwede errichtete 1976 bis 1978 einen Orgelneubau im historischen Prospekt mit 33 Registern auf drei Manualen und Pedal, der 380.000 DM kostete. 1994 wurde das Instrument durch die Firma Lothar Banzhaf, Husum, umgebaut. Die Disposition lautet:
| I Rückpositiv C– |                 |       |
| 1.               | Gedackt         | 8′    |
| 2.               | Prinzipal       | 4′    |
| 3.               | Rohrflöte       | 4′    |
| 4.               | Oktave          | 2′    |
| 5.               | Sifflöte        | 1 ⁄3′ |
| 6.               | Sesquialtera II | 2 ⁄3′ |
| 7.               | Scharf IV       | 1′    |
| 8.               | Holzkrummhorn   | 8′    |
|                  | Tremulant       |       |

| II Hauptwerk C– |             |       |
| 9.              | Pommer      | 16′   |
| 10.             | Prinzipal   | 8′    |
| 11.             | Rohrflöte   | 8′    |
| 12.             | Oktave      | 4′    |
| 13.             | Blockflöte  | 4′    |
| 14.             | Quinte      | 2 ⁄3′ |
| 15.             | Oktave      | 2′    |
| 16.             | Mixtur IV–V | 1 ⁄3′ |
| 17.             | Trompete    | 8′    |

| III Schwellwerk C– |                   |    |
| 18.                | Koppelflöte       | 8′ |
| 19.                | Salicet           | 8′ |
| 20.                | Gemshorn          | 4′ |
| 21.                | Spitzflöte        | 2′ |
| 22.                | Terzian II        |    |
| 23.                | Prinzipalmixtur V | 4′ |
| 24.                | Oboe              | 8′ |
| 25.                | Vox humana        | 8′ |
|                    | Tremulant         |    |

| Pedalwerk C– |               |       |
| 26.          | Subbass       | 16′   |
| 27.          | Offenbass     | 8′    |
| 28.          | Spitzflöte    | 8′    |
| 29.          | Choralbass    | 4′    |
| 30.          | Choralbass    | 2′    |
| 31.          | Hintersatz IV | 2 ⁄3′ |
| 32.          | Fagott        | 16′   |
| 33.          | Trompete      | 8′    |

- Koppeln: I/II, III/II, I/P, II/P, III/P
- Spielhilfen: drei freie Kombinationen, Zungeneinzelabsteller, Zungen ab, Tutti

Organistin ist seit 1995 Birgit Wildeman.

### Glocken
In dem Turm hängt ein zweistimmiges Geläut, welches aus einer historischen Glocke aus dem 14. Jahrhundert und einer Glocke von 1976 besteht.
| Nr. | Schlagton | Durchmesser (cm) | Gießer, Gussort         | Gussjahr | Inschrift |
| --- | --------- | ---------------- | ----------------------- | -------- | --- |
| 1   | fis1      | 106              | Karl Stumpf, Heidelberg | 1976     | Vorne auf der Schulter: „FRIEDE SEI MIT EUCH“ Hinten auf der Wolm: Das Gießerzeichen von Karl Stumpf Darunter am Schlag: „NIEBLUM AUF FOHR AD 1976“ (Im O von „Fohr“ ist ein E) |
| 2   | a1        | 95,9             | ?                       | 14. Jhdt | Über dem Schlag verläuft ein Ring um die Glocke herum. An der Schulter laufen zwei Ringe mit kleinem Abstand voneinander um die Glocke herum.                                   |

### Kanzel

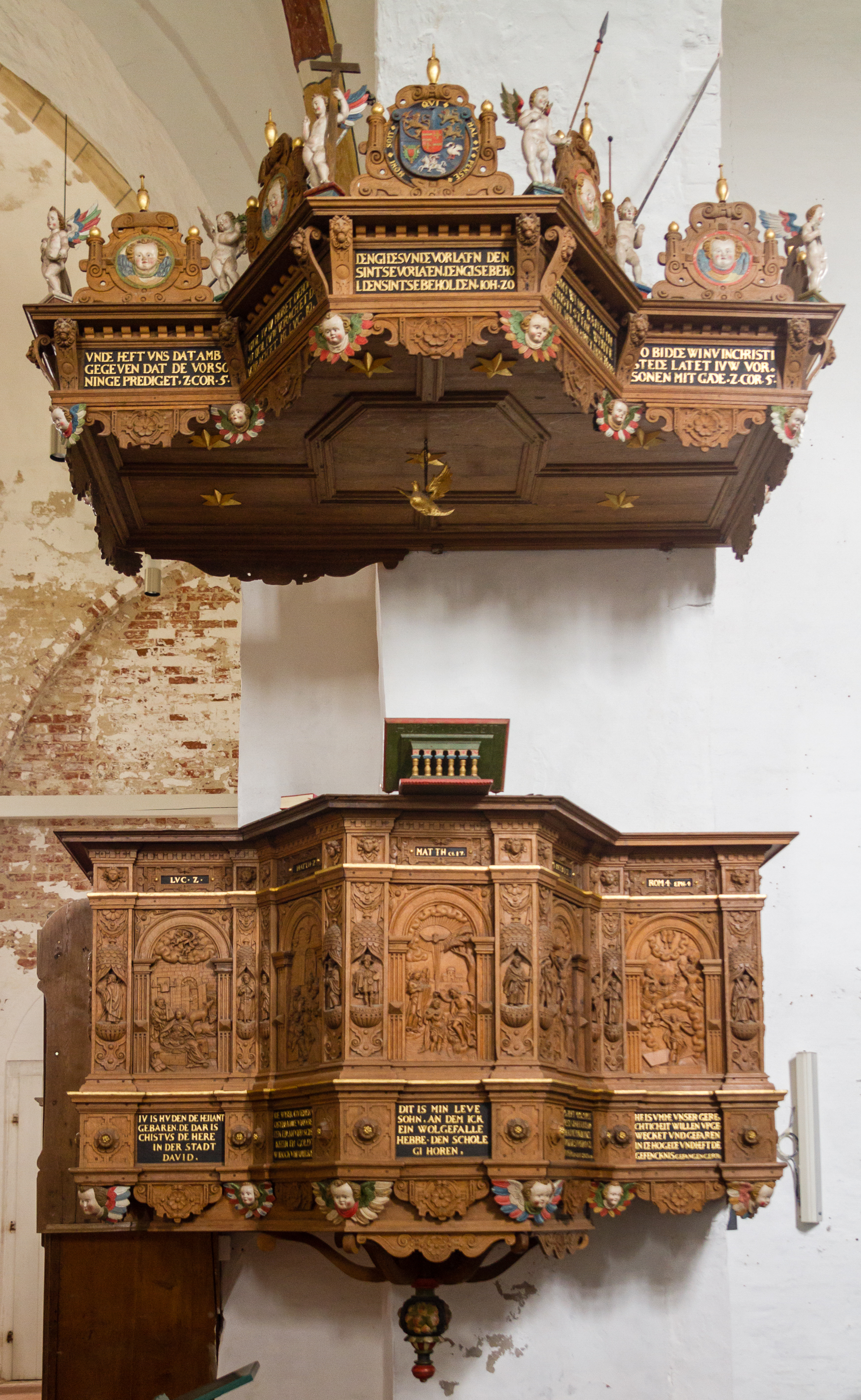
Kanzel aus dem Jahr 1618

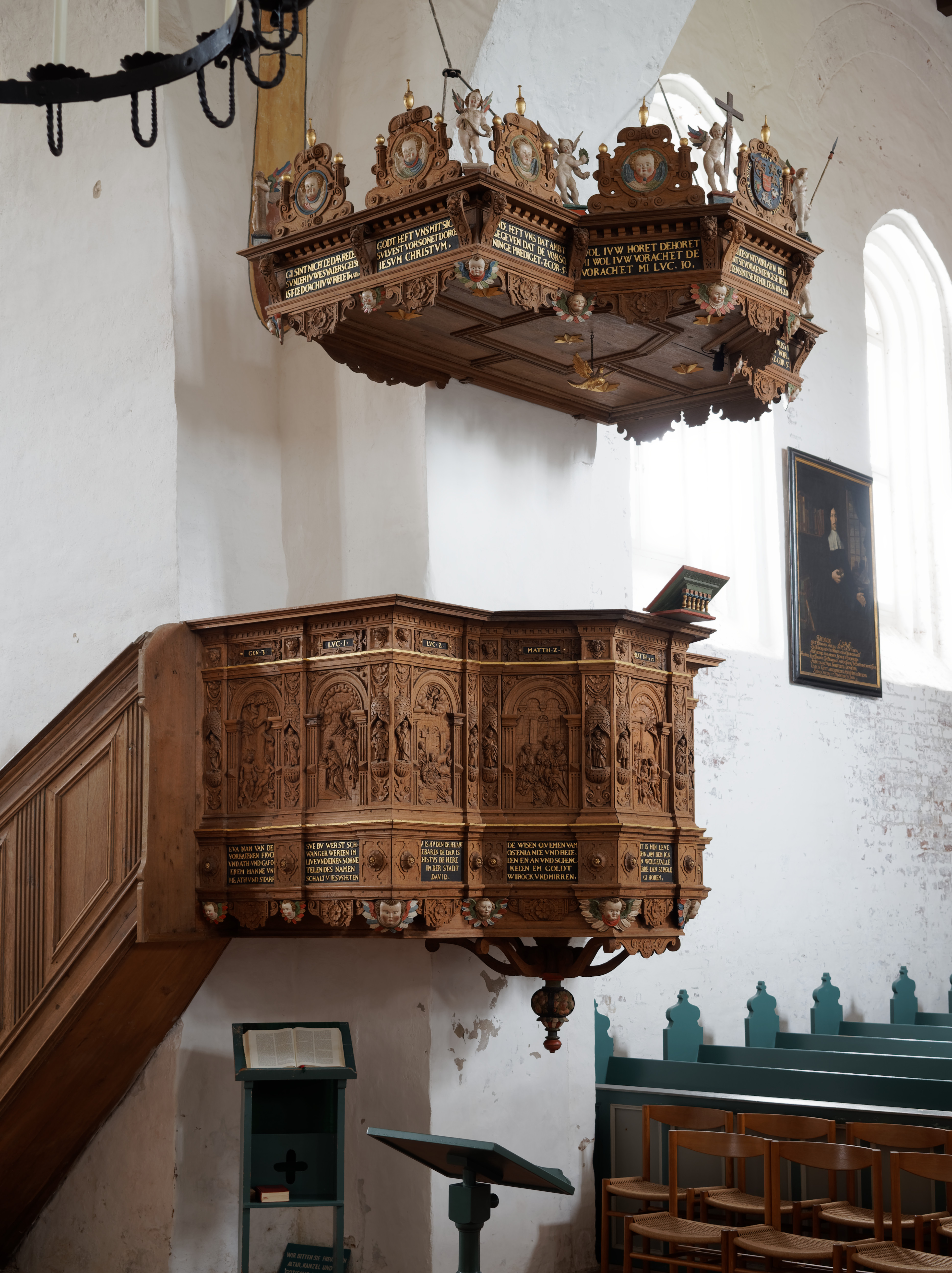
Kanzel und Schalldeckel, Seitenansicht

Die Kirche verfügt über zwei Kanzeln. Die ältere der beiden liegt ebenerdig im südlichen Chor gelegen und ist sehr schmucklos. Der herausragenden Bedeutung der Predigt in der evangelischen Liturgie entsprechend, wurde 1618 eine Schmuckkanzel im Stil der Renaissance in Form einer kleinen Empore am Ende des südlichen Langhauses vor dem Querhaus eingerichtet. Die Position der Kanzel garantiert allen Gottesdienstbesuchern sowohl im Lang-, als auch im nördlichen Querhaus freien Blick auf den Pastor und gute akustische Bedingungen.
Diese zweite Kanzel wurde von Herzog Friedrich von Schleswig und Holstein, Präfekt van der Wisch von Tondern, Propst Johannes Mauritius von Tondern und Jacob Boetius (Pastor der Gemeinde von 1604 bis 1629) gestiftet und zeigt die Heilsgeschichte Jesu Christi. Sie ist aus der Werkstatt von Heinrich Ringerink aus Flensburg, woher mehrere gleichartig gebaute Kanzeln im norddeutschen Raum stammen. Die gearbeiteten Flachreliefs mit Szenen aus dem Leben Jesu Christi wurden in der Werkstatt vorgefertigt und gemäß der Bestellung des Auftraggebers nachträglich in die hierfür offen gehaltenen Wandfelder der Kanzel geklebt.
Die Szenen in der Nieblumer Kirche stellen Sündenfall, Verkündigung an Maria, Geburt Jesu, Anbetung der Könige, Jesu Taufe, Kreuzigung, Auferstehung und Jüngstes Gericht dar. Das Flachrelief mit der Darstellung des Jüngsten Gerichts ist eine Sonderanfertigung für die Nieblumer Kirche, die sich nur hier findet. Sie ist an der Kanzelseite angebracht, die frontal den Gottesdienstbesuchern des Langhauses gegenüberliegt und gewinnt durch diese Platzierung das mit Sicherheit beabsichtigte Gewicht.
Die Mitte des Darstellungszyklus nimmt die Taufe ein, die Johannes an Jesus Christus vollzieht – angesichts der reservierten Haltung, die die evangelische Tradition den Patronatsheiligen entgegenbringt, eine immerhin bemerkenswerte Hervorhebung des Namensgebers der Kirche.
Die dargestellten Szenen werden am Sockel und am Schalldeckel der Kanzel durch Bibelzitate in niederdeutscher Sprache kommentiert. Die Pilaster zwischen den Flachreliefs sind mit Abbildungen der Apostel versehen. Engelsgesichter, Zapfen und Fruchtdarstellungen runden den Schmuck der Kanzel ab.

### Taufstein

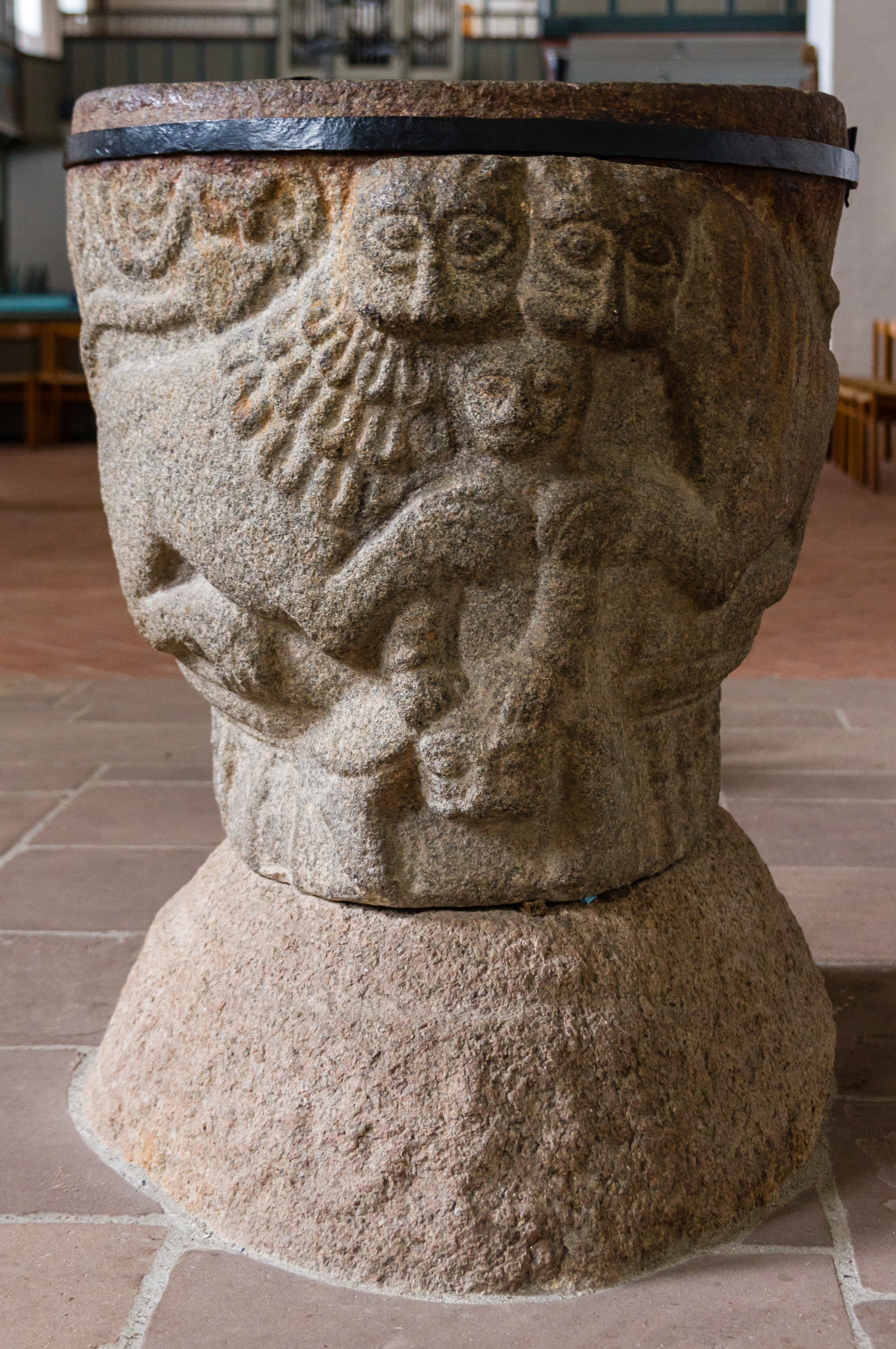
Taufstein der Kirche

Das romanische Granit-Taufbecken, aus einem Findling herausgearbeitet, ist das älteste Inventarstück der Kirche und wurde um 1200 gearbeitet. Er gehört kunsthistorisch zu den wichtigen Arbeiten der Romanik im norddeutschen und skandinavischen Raum. Die mächtige Kuppa, die Höhlung zur Aufnahme des Taufwassers, sitzt auf einem ovalen, geschrägten Sockelstein. Der Stein ist außen mit zwei Szenen figürlich ausgeführt:
Ein Ritter greift ein Mischwesen, halb Löwe, halb Schlange an, das seinerseits einen Menschen, der sich an einem Baum festklammert, bereits zur Hälfte verschlungen hat. Auf der gegenüberliegenden Seite des Steins fallen zwei Löwen über einen Menschen her, der wiederum auf einem Ungeheuer sitzt. Gegenstand beider Darstellungen ist der Kampf des Guten und des Bösen um die Menschenseele. Der Lebensbaum und der Ritter symbolisieren die Mächte des Guten, die diesen Kampf nur mithilfe der Taufe auf den dreieinigen Gott zu einem siegreichen Ende bringen können.
Die archaische Symbolik, verbunden mit der kunstvollen Darstellung auf knapp bemessenem Raum der Oberfläche des Taufsteins, wird einen bleibenden Eindruck nicht nur auf zeitgenössische Gottesdienstbesucher haben.
Ähnliche Taufsteine wurden auch in Kirchen auf dem Festland vorgefunden. An einigen davon konnten Farbreste festgestellt werden, sodass nicht auszuschließen ist, dass auch der Nieblumer Taufstein ursprünglich bemalt gewesen ist.
Ursprünglich wurden die Täuflinge unter Anrufung Gottes, Christi und des Heiligen Geistes dreimal in die in der Regel mit Bleiblech ausgekleidete Höhlung des Steins getaucht. Eine neue Kirchenordnung im Gebiet Schleswig-Holsteins änderte diese Praxis: ab dem Jahr 1542 war nur mehr ein dreimaliges Begießen des Kopfes vorgesehen, was zur Folge hatte, dass eine Taufschale in die Öffnung des Taufbeckens eingehängt wurde, die wesentlich weniger Taufwasser aufnehmen musste. Diesen Dienst versieht bis heute eine Taufschale aus dem 17. Jahrhundert, die mithilfe einer Haltevorrichtung in den Taufstein eingehängt wird.

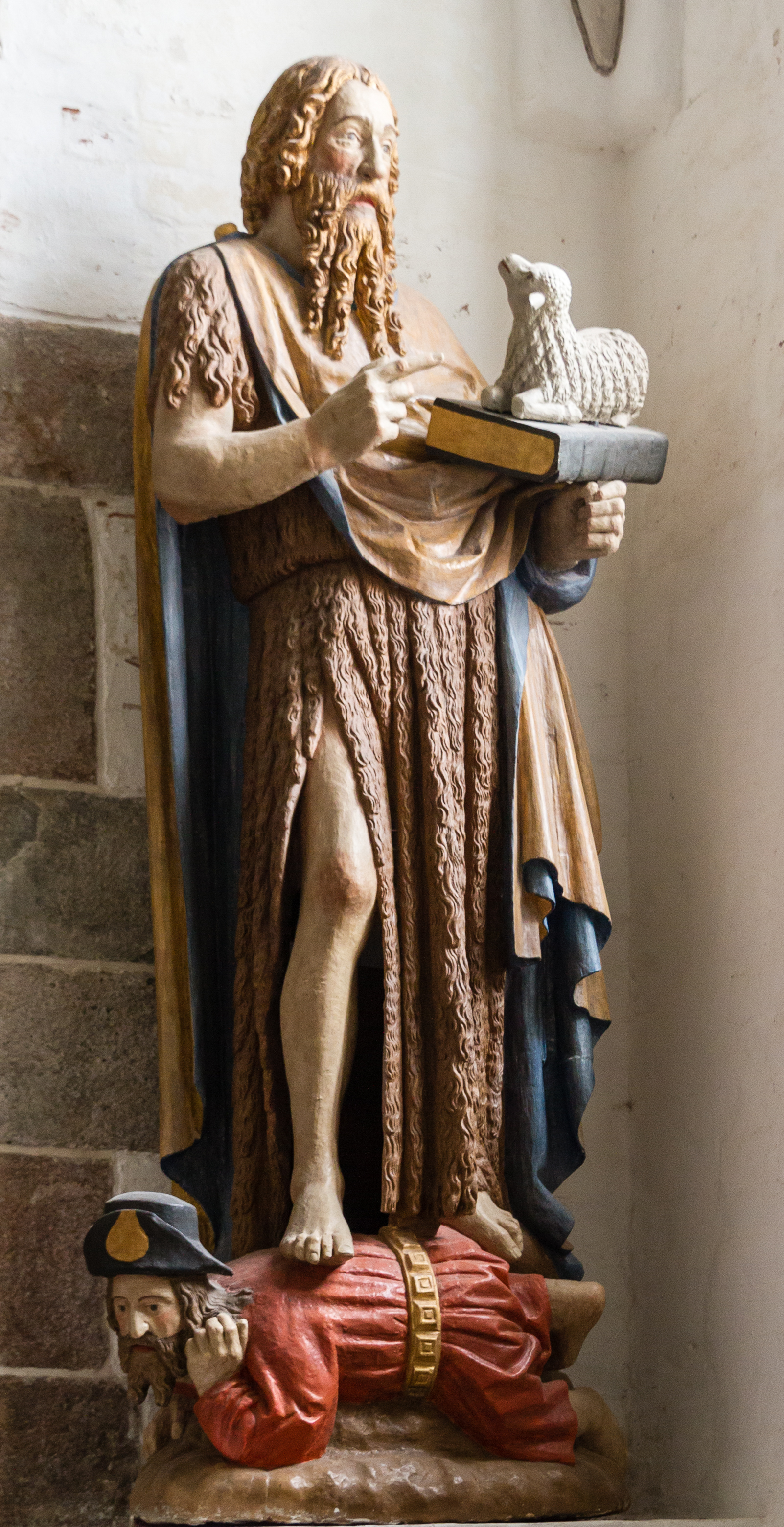
Plastik Johannes des Täufers

### Figur Johannes des Täufers
Der Namenspatron der Kirche ist den Gottesdienstbesuchern in Form einer Holzplastik gegenwärtig, die in der Südostecke des Chors aufgestellt ist und mit einer Größe von 2,75 Meter den Kirchenraum beeindruckend dominiert. Sie steht auf einem Steinsockel und ist zurückhaltend farbig ausgeführt. Die Bemalung stammt von einer Restaurierung aus dem Jahr 1980, wobei auf vorgefundenes älteres Farbschema zurückgegriffen wurde.
Johannes steht mit Bibel und Lammfigur predigend auf dem Rücken eines kleinen Manns, der als König Herodes identifiziert wurde. Johannes erhebt sich demzufolge sinnbildlich aufgrund seines Wirkens übermächtig über den Mann, der ihn nach biblischer Überlieferung hinrichten ließ.
Der Eindruck einer etwas ungelenken Handhaltung rührt daher, dass an der Figur spätere Attribut-Ergänzungen vorgenommen wurden, die ursprünglich vom Künstler nicht vorgesehen waren. Bibel und Lammfigur, die für Jesus Christus steht, wurden später ergänzt; der Kreuzstab, den Johannes ursprünglich führte, fehlt. Das Werk stammt aus der Mitte des 15. Jahrhunderts.

### Sieben Relieffiguren
Die Figuren sind in zwei Gruppen geteilt: Die Apostel Petrus und Paulus aus dem ersten Drittel des 15. Jahrhunderts sind am nördlichen Chorbogen zu finden, eine Gruppe mit drei Frauendarstellungen (die Heilige Barbara, die Heilige Maria mit Kind und die Heilige Dorothea) sind an der Westwand des südlichen Querschiffs angebracht, der Heilige Michael befindet sich nördlich am Bogen zwischen Vierung und Langhaus. Eine Heilige Katharina steht schließlich östlich am Bogen zwischen Vierung und südlichem Querschiff und stammt etwa aus dem Jahr 1520.

### Sakramentsschrank
Ein reich geschnitzter Schrank zur Aufnahme der Abendmahlsutensilien befindet sich in einer Nische links der Apsis.

### Epitaph

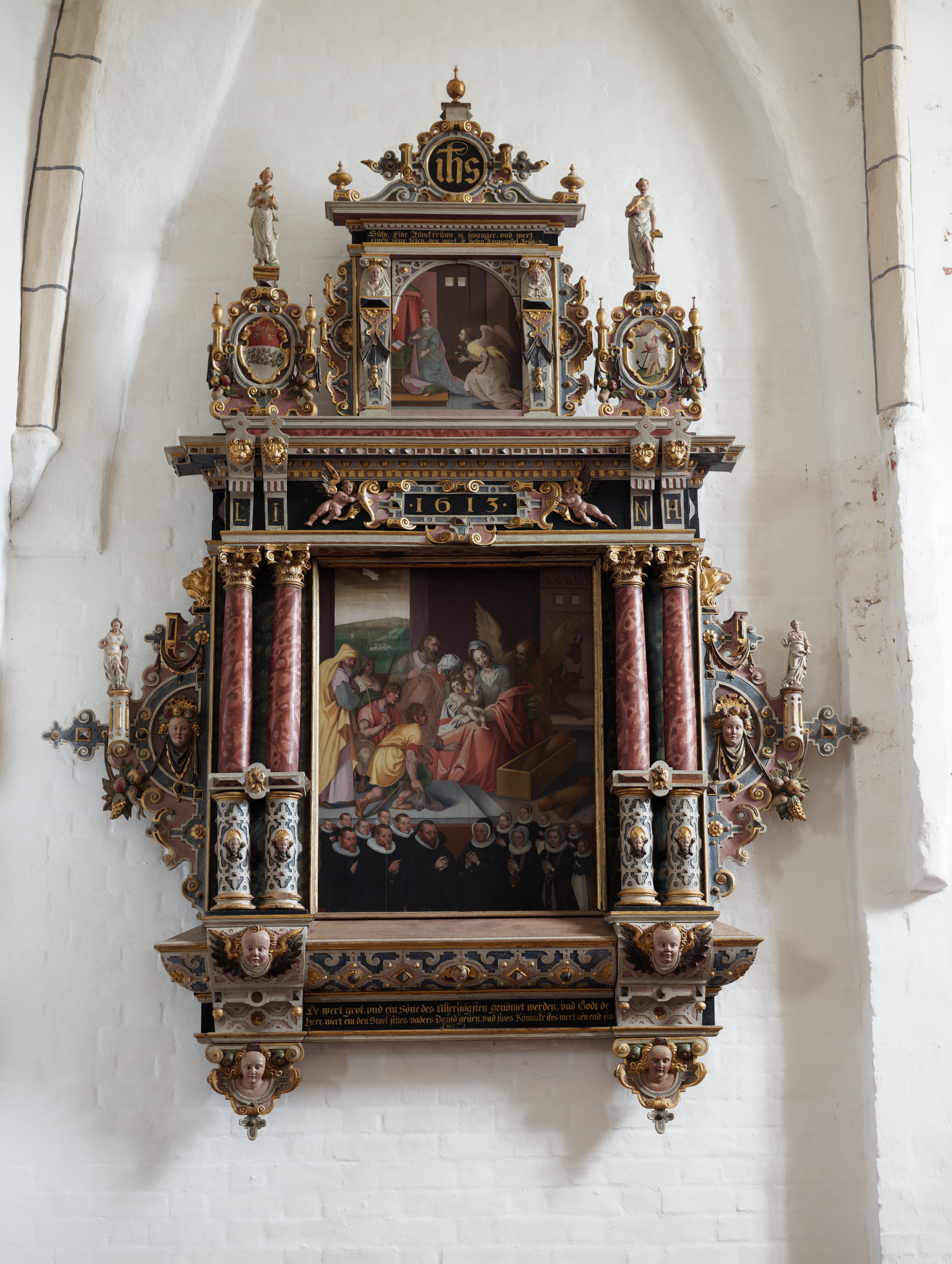
Epitaph

Ein Nachrufbildnis für Ingwer Siewertsen Jacobs aus dem Entstehungsjahr 1613, das ursprünglich in der Kirche von Königsbüll auf Alt-Nordstrand hing, wurde nach dem Verlust der Kirche infolge der Zweiten Mandränke 1634 nach Nieblum gebracht und ist jetzt an der Ostwand des südlichen Querschiffs zu finden. Der Künstler dieses reich dekorierten Werks ist der Holzschneider Heinrich Ringering, aus dessen Werkstatt auch die Prachtkanzel der Kirche stammt.

## Friedhof

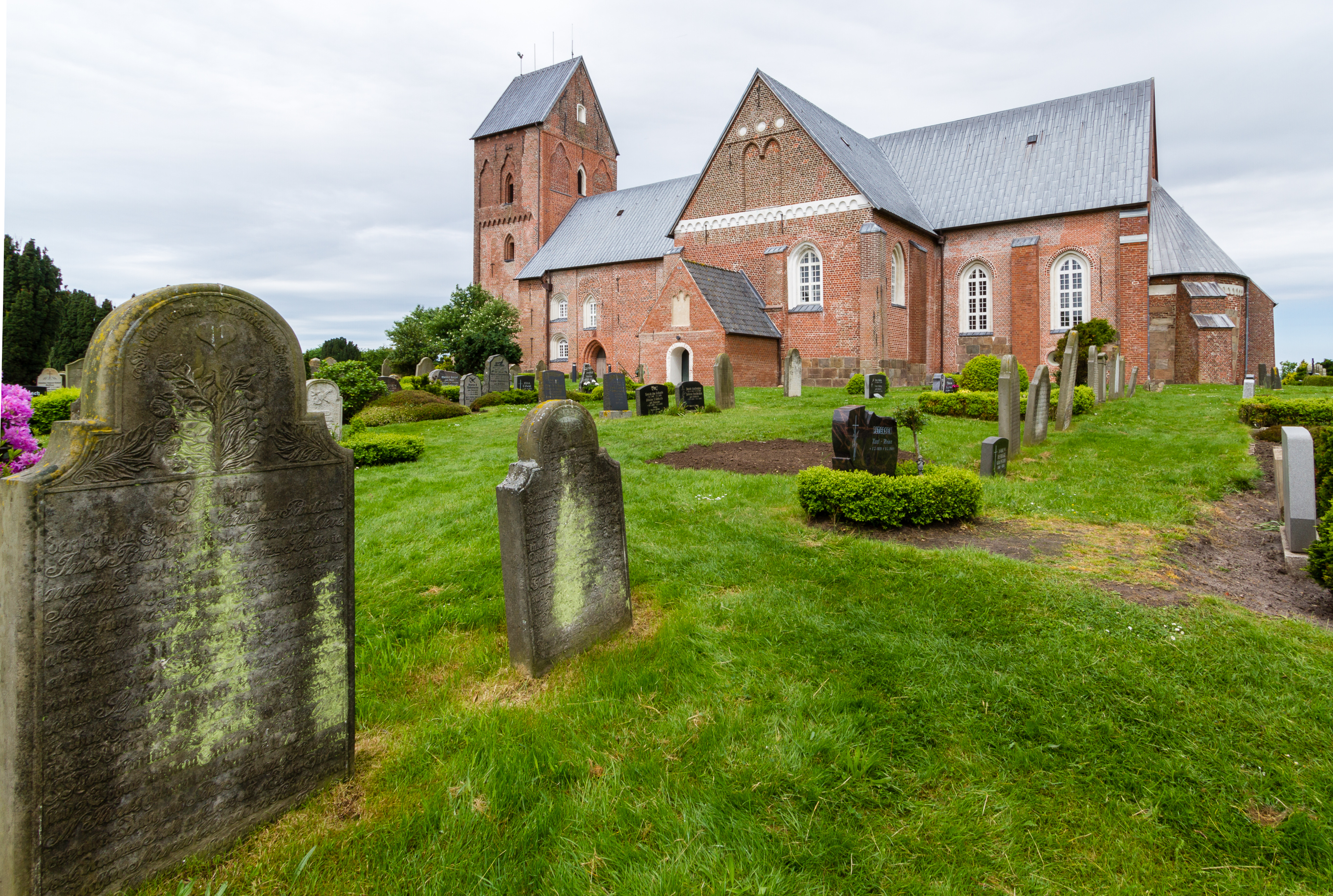
Kirchhof von St. Johannis

Da St. Johannis die Pfarrkirche für viele umliegende Dörfer ist, verfügt die Kirche auch über einen großen Friedhof, der sie vollkommen umgibt. Er ist von Bäumen gesäumt. Wie auf zahlreichen anderen Friedhöfen in Nordfriesland erzählen auch hier die teils prächtigen sogenannten Sprechenden Grabsteine die Geschichte der Seefahrer aus Nieblum und umliegenden Orten. Wie auf den beiden anderen Kirchfriedhöfen von Föhr besitzt auch der Friedhof der Kirchengemeinde St. Johannis viele Grabsteine aus der Barockzeit, die ihren kunstwissenschaftlichen Ruf durch prächtige Ornamentik und kunstvolle Schriftgestaltung verdient haben. Zirka 250 der alten Steine stehen zum größten Teil noch auf ihren Originalplätzen, nur einige wenige sind ihres Werts wegen in den Schutz des Kirchenraums gestellt worden.

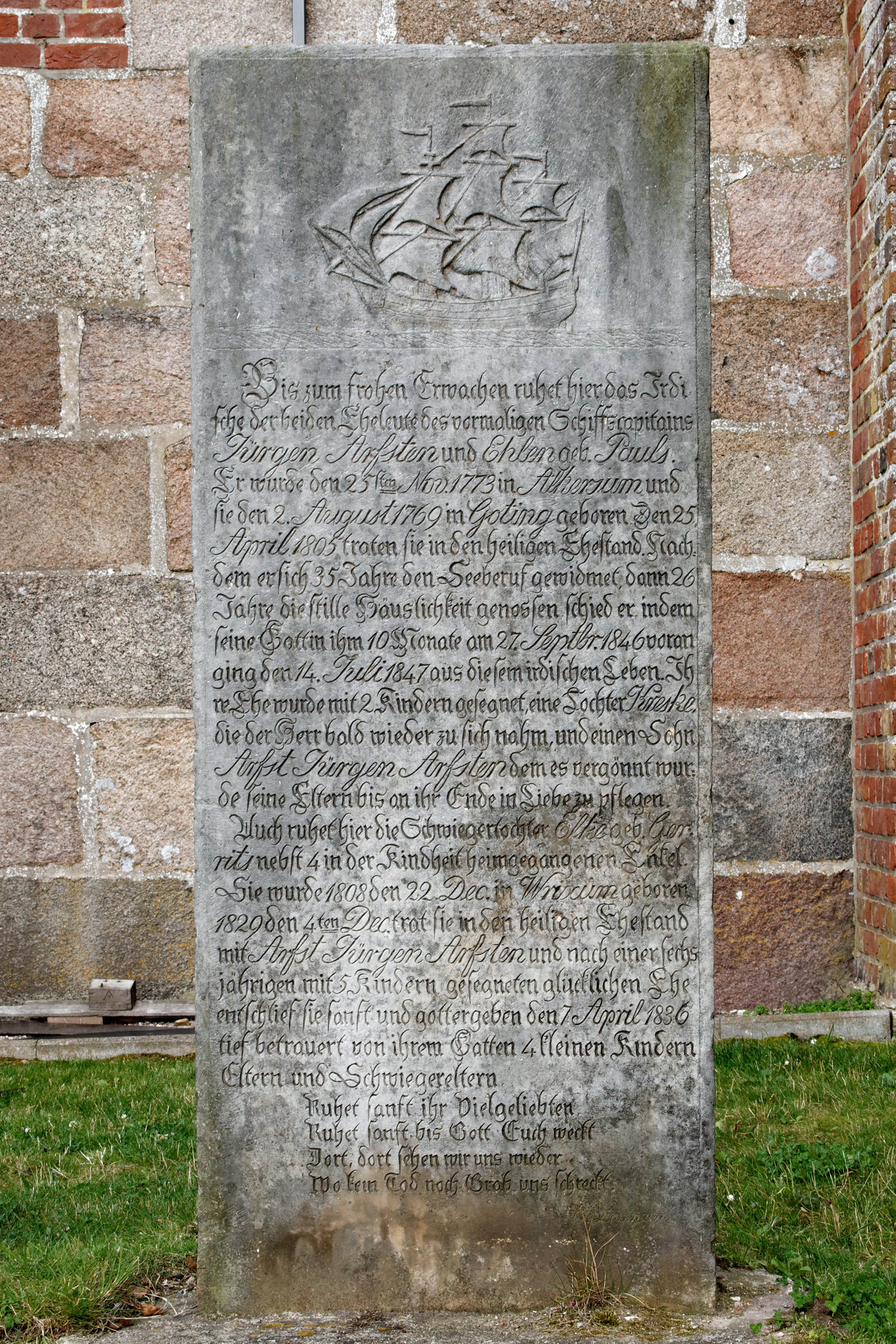
Grabstein mit maritimem Motiv

Die Grabsteine berichten dem Besucher in hoch- oder niederdeutscher bzw. in lateinischer Sprache oft ausführlich vom Lebensweg der Beigesetzten. Der Reliefschmuck der Grabmäler ist oft sehr umfangreich ausgeführt, die Formen wiederholen sich nicht. Oft sind Bilder mit Szenen aus der Heiligen Schrift Hauptmotiv eines Steins, oft sind aber auch die Verstorbenen oder – bei Seefahrern – Schiffe abgebildet. Gemeinsam ist den Darstellungen, dass sie von einer unverbrüchlichen Glaubens- und Heilsgewissheit zeugen, die in der Figur des oft abgebildeten Jesus Christus ihr vornehmstes Symbol finden.
Eine besondere Ikonographie-Tradition hat sich im floralen Motiv erhalten: Der Mann und die Söhne der Familie sind auf dem Grabstein linker Hand in Tulpen-ähnlichen Blumen aufgeführt, die Frau und die Töchter rechter Hand in Form von vierblütigen Blumen. Eine geknickte Blume weist darauf hin, dass die betreffende Person zum Zeitpunkt der Entstehung des Grabsteins bereits verstorben war. Die Häufigkeit dieses Motivs bezeugt die hohe Kindersterblichkeit früherer Jahrhunderte.

## Legenden
Der Einführung der Reformation stellte sich angeblich ein Diakon der Kirche entgegen, der sich – um die Richtigkeit seines katholischen Glaubens zu beweisen – 1524 bei Flutzeit auf einen Ritt nach Amrum wagte. Er teilte vorher mit, er werde nicht lebend zurückkehren, wenn die neue evangelische Konfession die richtige sei. Beim Rückweg von Amrum fiel er vom Pferd und brach sich das Genick, worauf der Einführung der Reformation auf Föhr nichts mehr im Wege stand.